# آرثر فورمان
آرثر فورمان (بالإنجليزية: Arthur Forman)‏ (26 يوليو 1850 في المملكة المتحدة - 13 فبراير 1905 في المملكة المتحدة) هو لاعب كريكت بريطاني (وحمل سابقاً جنسية المملكة المتحدة لبريطانيا العظمى وأيرلندا). لعب مع نادي مقاطعة ديربيشاير للكريكت ‏.